# Pandanus pseudochevalieri
Pandanus pseudochevalieri är en enhjärtbladig växtart som beskrevs av Huynh. Pandanus pseudochevalieri ingår i släktet Pandanus och familjen Pandanaceae.
Artens utbredningsområde är Guinea. Inga underarter finns listade.